# Per-Kristian Foss
Per-Kristian Foss, född 19 juli 1950 i Oslo, är en norsk politiker från Høyre. Foss var finansminister i Regeringen Bondevik II 2001–2005 och var vice partiledare 2002-2008.